# 成田貴志
成田 貴志（なりた たかし、1969年10月6日 - ）は、日本の元男子バレーボール選手（全日本代表）。身長185cm、体重75kg。北海道登別市出身。ポジションはセッター。
現在、熊本県・鎮西高校女子バレー部の監督を務めている。また、2020年よりアルテミス北海道のGMを務める。

## 主な球歴
- 所属チーム履歴
  - 東海大四高校→東海大学→富士フイルム・プラネッツ→堺ブレイザーズ
- 全日本代表としての主な国際大会出場歴
  - オリンピック - 1992年
  - 世界選手権 - 1994年、1998年
  - ワールドカップ - 1991年